# Мендоса, Лоренсо Суарес де
Лоренцо Суарес де Мендоса Хименес (исп. Lorenzo Suárez de Mendoza Jiménez, 1518 −1583) — пятый вице-король Новой Испании.

## Семья
Лоренцо Суарес де Мендоса был сыном Алонсо Суареса де Мендосы, 4 графа Коруньи и 4 виконта Торихи, и Хуаны Франсиски Хименеса де Сиснерос-и-Сапата (ум. в 1535 году); являлся потомком Иньиго Лопеса де Мендоса и троюродным братом Антонио де Мендоса. Он женился на Каталине де ла Серда-и-Сильва — дочери Хуана де ла Серда-Фуа-и-Вике, графа Эль-Пуэрто-де-Санта-Мария; от этого брака родилось 4 ребёнка

## Юность
Суарес де Мендоса занимался литературой и наукой, его успехи отмечал Луис Гальвес де Монтальво. Он участвовал в войне за завоевание Туниса, куда его забрал отец. В 1550—1553 года исполнял функцию надзора над администрацией Севильи

## Начало правления в Новой Испании
26 марта 1580 года он был назначен наместником Филиппа II в Новой Испании, дабы заменить Мартина Альманаса, который был назначен вице-королём Перу.
Суарес де Мендоса торжественно въехал в Мехико 4 октября и в этот день он официально взял на себя управление администрацией. Суарес де Мендоса был встречен очень пышно и торжественно

## Достижения на посту вице-короля
Больше всего Лоренцо Суарес де Мендоса заботился о противодействии коррупции, размер которой в Новой Испании был крайне велик. Суарес старался пресечь проявления коррупции, но эта кампания не была успешной — Королевская аудиенция ограничивала его решения. На это Суарес ответил вызовом королевского инспектора — Педро де Контрераса, который впоследствии станет преемником де Мендосы на посту вице-короля Новой Испании.
Для регуляции торговли и надзора за таможнями в Акапулько и Веракрус был создан Коммерческий суд.

## Смерть
Лоренцо Суарес де Мендоса на момент вступления в должность был стар. Уже через 3 года после вступления он умер. Его останки были сначала похоронены в церкви в Сан-Франциско, а затем их перевезли в Испанию. После смерти до 1584 года функцию вице-короля взяла на себя Королевская аудиенция — после вице-королём стал Педро де Контрерас.